# Штормовий приплив

Схематичний механізм утворення штормового припливу.

Вплив штормового припливу на прибережні райони.

Штормовий приплив, штормовий нагін води — підняття рівня води під дією штормової системи, зазвичай циклону. Головною причиною є тертя повітря об поверхню води і затягування води вітром у прибережні райони. Зменшення атмосферного тиску усередині циклону має додатковий другорядний ефект. У комбінації із дрібною водоймою, ефект потужного циклону на підняття рівню води може бути досить значним, приводячи до руйнівних повідей. Особливо небезпечним штормовий приплив є у зоні з сильними припливами — у такому випадку підняття рівню води в результаті цих ефектів додаються. При цьому величину максимального підняття важко передбачити через необхідність прогнозування погоди з точністю у кілька годин.